# Filtr szary

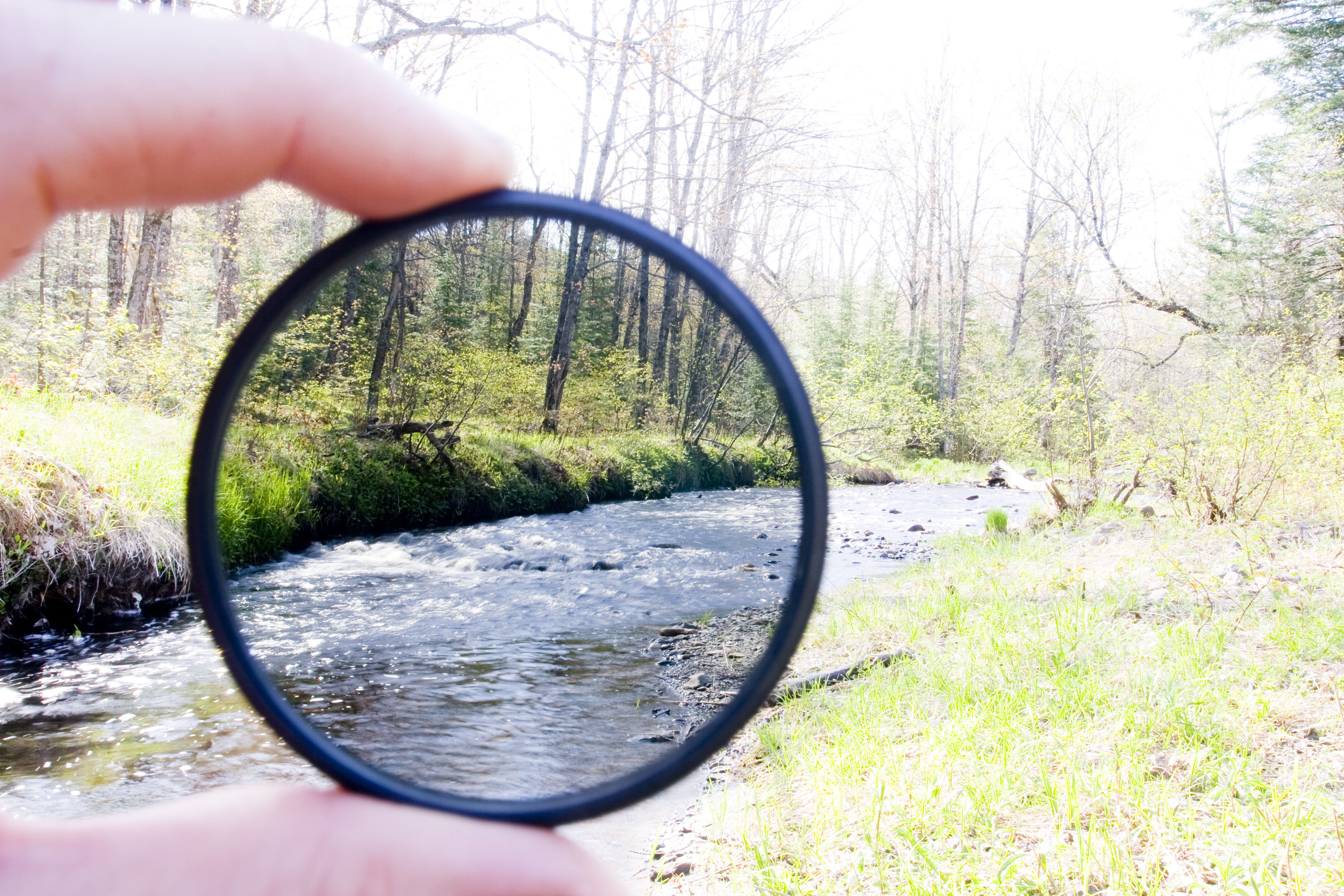
Efekt filtru neutralnie szarego

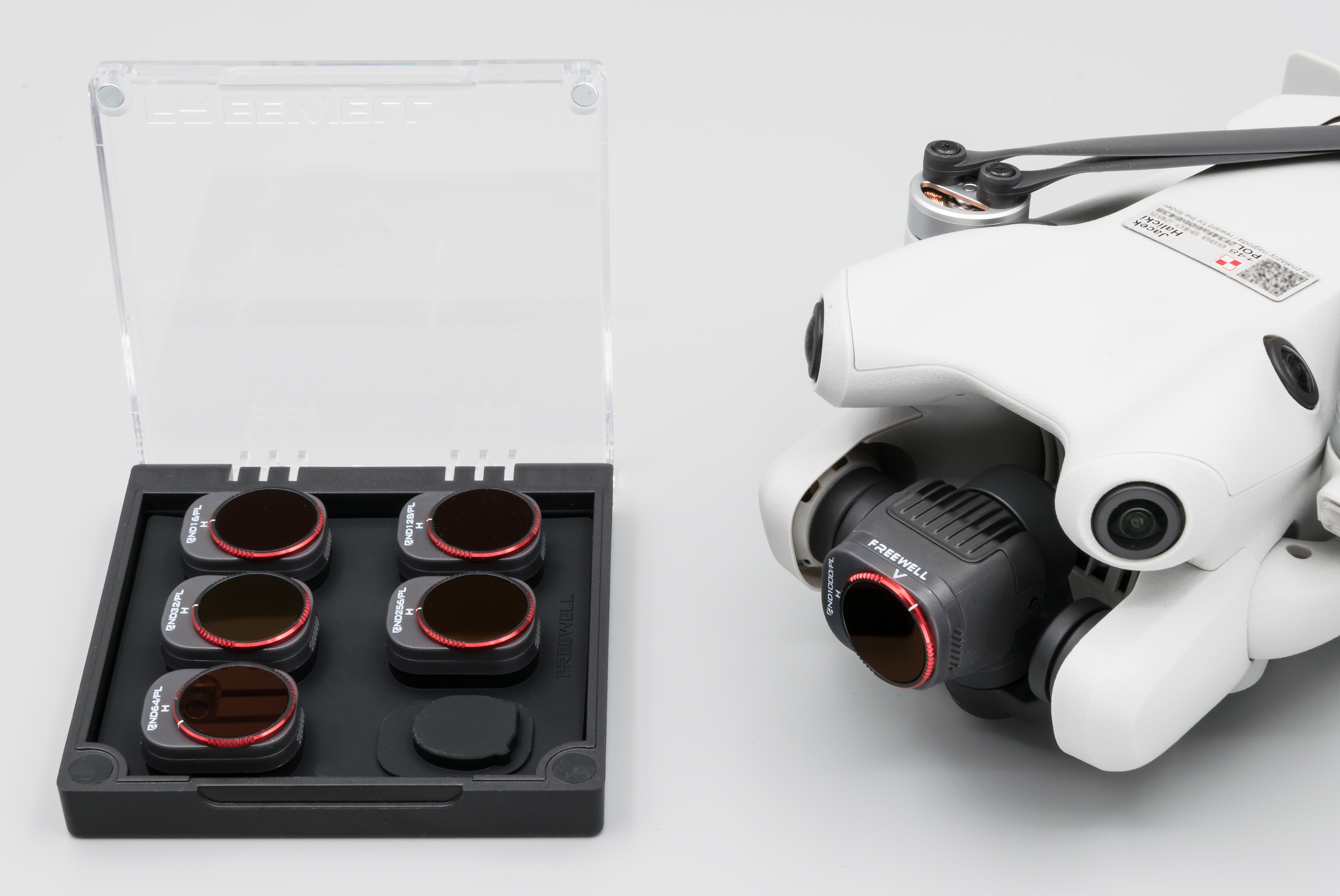
Filtry szare do drona DJI Mini 4 Pro

Filtr szary lub filtr naturalnie szary (ang. Neutral-density filter) – filtr fotograficzny, dzięki któremu można wydłużyć czas ekspozycji nie zmieniając przysłony. Dzięki temu można wykonywać fotografię z długą ekspozycją lub zdjęcia i kręcić filmy z małą wartością przesłony, gdy jest bardzo jasno.
Istnieją dwa rodzaje filtrów szarych, stałe oraz regulowane (ang. fader). Filtr regulowany to dwa połączone filtry polaryzacyjne. Istnieją także filtry połówkowe, w których tylko część filtra jest „szara”, dzięki temu można uzyskać np. przyciemnienie nieba.